# Sara Augusta Malmborg
Sara Augusta Malmborg, född von Gertten den 20 maj 1810 på Björsbyholm i Sunne socken i Värmland, död den 10 augusti 1860 på Våxnäs, var en svensk sångerska, pianist och målare. 
Malmborg var dotter till överstelöjtnanten Emil Adam von Gerdten (1772-1844) och grevinnan Charlotta Ulrika Catarina Löwenhielm (1786-1875; en syster till landshövding Carl Gustaf Löwenhielm). Hon gifte sig 1830 med generalen Otto August Malmborg.
| ” | Generalskan Malmborg, född von Gerdten var rikt begåfvad på hufvudets och hjertats vägnar och ehuru hon hade sitt stora hem att sköta, hann hon dock med att vara medelpunkten i Karlstads musikaliska lif, som den tiden stod högt. Sjelf uppträdde hon ofta på konserter och soiréer och hon var mycket uppburen för sitt fulländade pianospel, serskildt för sin tolkning af Beethowen. Derjemte var hon en framstående målarinna och hennes specialitet var Sepia-målning." | „ |

Hon medverkade i Konstakademiens utställning 1831 med tre sepialavyrer som hon kopierat efter Rafael och Carlo Dolci. 
Malmborg invaldes som ledamot nr 372 av Kungliga Musikaliska Akademien den 30 november 1858.

### Fotnoter
1. ↑  Andreas Beyer & Bénédicte Savoy (red.), Artists of the World Online, K.G. Saur Verlag och Walter de Gruyter, 2009, 10.1515/AKL, Artists of the World konstnärs-ID: 00307439.[källa från Wikidata]
2. 1 2 3  Sveriges dödbok 1860–2017, sjunde utgåvan, Sveriges Släktforskarförbund, november 2018, läst: 27 augusti 2021.[källa från Wikidata]
3. 1 2  Nyström, Pia; Kyhlberg-Boström Anna, Elmquist Anne-Marie (1996). Kungl. Musikaliska akademien: matrikel 1771-1995. Kungl. Musikaliska akademiens skriftserie, 0347-5158 ; 84 (2., rev. och utök. uppl.). Stockholm: Musikaliska akademien. Libris 7749167. ISBN 91-85428-99-X (inb.)
4. ↑  Strokirk, sid 52
5. ↑  Strokirk, sid 53
6. ↑  Svenskt konstnärslexikon del IV sid 70, Allhems Förlag, Malmö. LIBRIS-ID:8390296